# Эджком (вулкан)
Эджко́м (англ. Edgecumbe) — потухший вулкан на острове Крузовом в штате Аляска, США.
Известно три извержения: в 7220 ± 150 до н. э., в 3810 ± 75 до н. э. и в 2220 ± 100 до н. э..
На каменистом побережье у западного подножия вулкана в январе 1813 года потерпел крушение корабль «Нева» Русско-Американской компании, направлявшийся в Ново-Архангельск. Из 124 находившихся на борту человек (49 членов экипажа, 15 служащих, 56 промышленников и 4 женщины и дочери) спаслось лишь 25 человек, которых на берегу взяли в плен тлингиты. Двоим членам экипажа удалось бежать из плена и добраться до Ново-Архангельска, откуда Александр Баранов отправил вооружённый отряд. В результате число спасшихся и добравшихся до пункта назначения составило 6 человек. Среди погибших при кораблекрушении был назначенный преемником А. Баранова выдающийся русский геолог, химик, путешественник Тертий Борноволоков.

## Ложное извержение
1 апреля 1974 года местный шутник Оливер (Порки) Бейкар поджёг 100 заранее принесённых старых шин в кратере, заставив жителей близлежащих районов города Ситка подумать, что началось извержение вулкана. Пролетающий над кратером вертолёт обнаружил написанные 50-футовые буквы «April Fool». Бейкар планировал розыгрыш в течение четырёх лет.